# Mysteria
"Mysteria" är en låt av den finländska rockgruppen The Rasmus, utgiven som digital singel den 21 september 2012. Den skrevs av gruppens fyra medlemmar och producerades av Jukka Immonen. Inspelningen ägde rum drygt två månader efter utgivningen av bandets åttonde album, The Rasmus och släpptes i samband med en nyutgåva av albumet, The Rasmus – Tour Edition.

## Bakgrund
I en intervju med Radio Aalto den 12 juni 2012 sa Lauri Ylönen att de nyligen hade skrivit klart en ny låt som de skulle spela in redan nästa dag. Låttitel och utgivningsdatum för digital nedladdning presenterades i ett pressmeddelande den 13 september samma år. I samma meddelande kommenterade Ylönen, "Idén bakom den här ganska speciella låten kom till under vår vårturné. Vi bestämde oss för att boka studion med en gång och spela in denna lilla hösthälsning för våra fans. Texten berättar om ett barn vid namn Mysteria, vars händer vår framtid ligger i.".
"Mysteria" spelades in den 13 juni 2012 vid The Fried Music Oy i Helsingfors. Låten producerades och spelades in av den nationellt välkände Jukka Immonen, vilket innebar ett nytt samarbete för The Rasmus. Med den mjuka elektroniska rockstilen skiljer sig dock inte låten från bandets övriga material på senaste tid.

## Musikvideo
Videon till låten regisserades av Miikka Lommi, samma regissör som The Rasmus hade arbetat med på "F-F-F-Falling" från 2001. Den spelades in den 16 september 2012 vid Nordsjö hamn i Helsingfors och hade premiärvisning online på Iltalehtis webbplats den 9 oktober. I videon framför bandet sina instrument utomhus på ett öppet asfalterat område medan man i andra scener får följa några ungdomstjejer.
En kort dokumentär kring videoinspelningen av "Mysteria" finns med i videoalbumet Live 2012 / Mysteria.

## Låtlista
- Digital nedladdning[8]

1. "Mysteria" – 3:34

## Medverkande
| The Rasmus - Lauri Ylönen – sång - Eero Heinonen – bas - Pauli Rantasalmi – gitarr - Aki Hakala – trummor | Produktion - Jukka Immonen – producent, inspelning, ljudtekniker - Svante Forsbäck – mastering - Arttu Peljo – mixning - Kalle Pyyhtinen – omslagsdesign |

Information från Discogs.